# Edla (Gemeinde Amstetten)
Edla ist ein Ort und eine Katastralgemeinde der Stadtgemeinde Amstetten in Niederösterreich.

## Geografie
Die Streusiedlung Edla besteht aus Haaberg, dem Weiler Boxhofen, den Rotten Berg, Gschirm, Höf und Oiden, der Streusiedlung Gigerreith sowie aus mehreren Einzelgehöften, sie sich alle nordwestlich von Amstetten befinden. Erschlossen wird die Streusiedlung unter anderem durch die Wiener Straße B1. Im Nordwesten befindet sich in einem Park das Schloss Edla, ein mehrfach veränderter Herrschaftssitz aus dem 16. Jahrhundert, der von der Stadtgemeinde kulturell genutzt wird.

## Geschichte
Die frühere Ortschaft Edla, die im Franziszeischen Kataster von 1822 als klar abgegrenzte Siedlung sichtbar ist, ist mittlerweile mit Amstetten zusammengewachsen. Laut Adressbuch von Österreich war im Jahr 1938 in Edla ein Landwirt mit Ab-Hof-Verkauf ansässig.

## Sehenswürdigkeiten
- Schloss Edla, Herrschaftssitz aus dem 16. Jahrhundert